# Verwaltungsgemeinschaft Am Strengbach
In der Verwaltungsgemeinschaft Am Strengbach waren die Gemeinden Glebitzsch, Petersroda und Roitzsch sowie die Stadt Brehna im sachsen-anhaltischen Landkreis Bitterfeld zusammengeschlossen. Am 1. Januar 2005 wurde sie mit der Gemeinde Holzweißig, der Stadt Bitterfeld und den Gemeinden Friedersdorf und Mühlbeck aus der ebenfalls aufgelösten Verwaltungsgemeinschaft Muldestausee zur neuen Verwaltungsgemeinschaft Bitterfeld zusammengelegt.